# Aubermesnil-Beaumais
Aubermesnil-Beaumais település Franciaországban, Seine-Maritime megyében. Lakosainak száma 524 fő (2022. január 1.). Aubermesnil-Beaumais Arques-la-Bataille, Anneville-sur-Scie, Le Bois-Robert, La Chaussée, Martigny és Tourville-sur-Arques községekkel határos.

## Népesség
A település népességének változása:
| Lakosok száma | 461  | 457  | 462  | 468  | 486  | 503  | 516  | 518  | 524  |
|               | 2013 | 2015 | 2016 | 2017 | 2018 | 2019 | 2020 | 2021 | 2022 |